# Алекса Ковачевић
Александар Алекса Ковачевић (1910 — 1979) је бивши југословенски атлетски репрезентативац, специјалиста за бацање кугле. Био је члан ХШК Конкордија из Загреба.
Алекса Ковачевић је био победник на 4 узастопна првенства Југославије: 1934. (14,13 м), 1935. (14,13 м), 1936. (14,34 м) и 1937. (14,66 м).
У међународној конкуренцији најуспешнији је био на Балканским играма где је био победник 5 пута. Учесник је првог Европског првенства у атлетици на отвореном 1934. у Торину, где је у финалу заузео 12. место (13,88) м.
Учествовао је и на Летњим олимпијским играма 1936. у Берлину, али није успео да се квалификује за финале.
Алекса Ковачевић је повремено бацао и копље, тако да је 1934. на првенству Југославије био први са дужином од 52,68 метара.